# ایران در سال ۱۳۹۶
این نوشتار رخدادهای مهم مرتبط با ایران را در سال ۱۳۹۶ خورشیدی مرور می‌کند.
این سال در ایران «سال اقتصاد مقاومتی - تولید و اشتغال» نام‌گذاری شد. همچنین این سال در گاه‌شماری حیوانی معادل خروس است.

## رؤسای قوا
- رهبر: سید علی خامنه‌ای
- رئیس‌جمهور:حسن روحانی

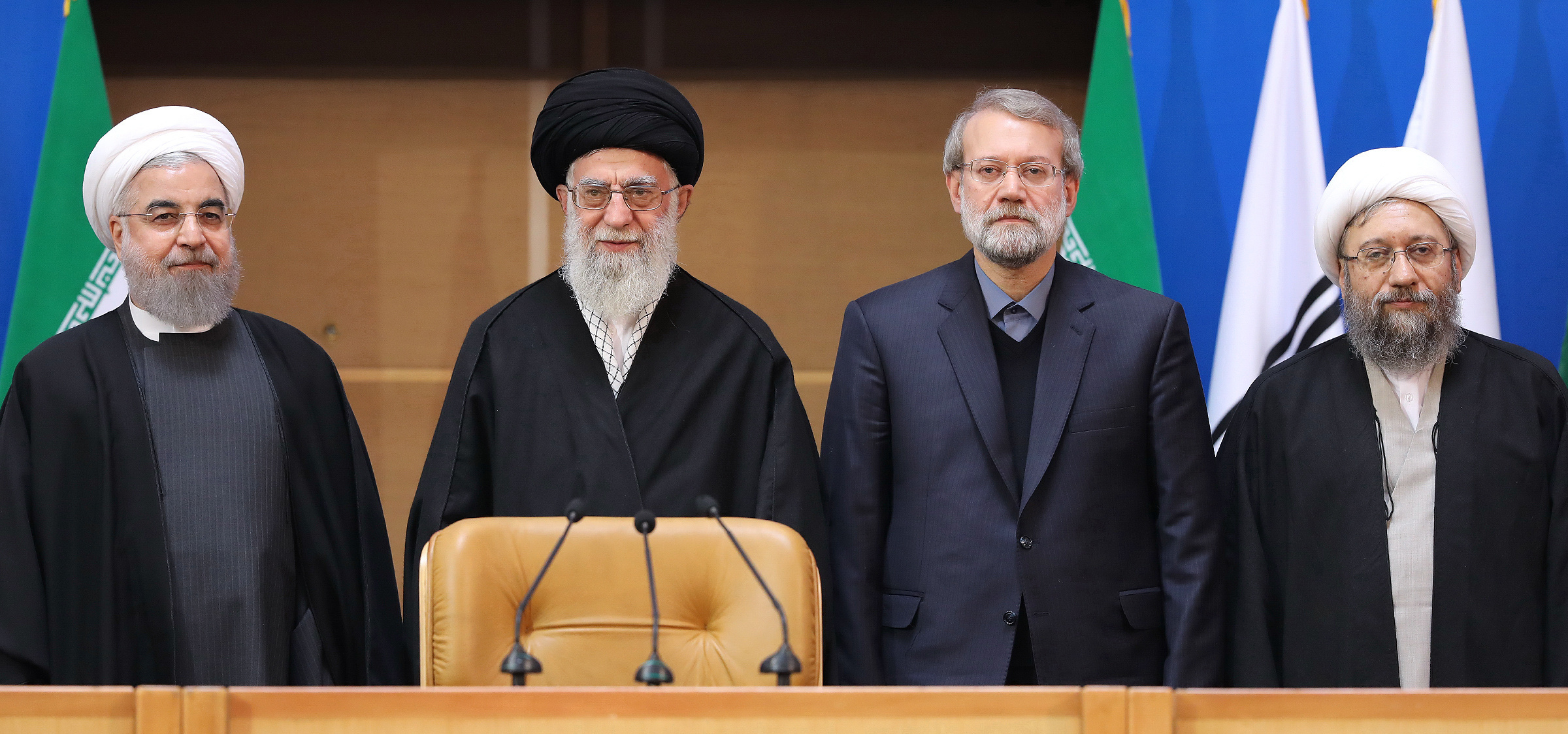
رؤسای وقت ایران. به ترتیب از راست به چپ: صادق لاریجانی، علی لاریجانی، سید علی خامنه‌ای و حسن روحانی

- رئیس مجلس شورای اسلامی:علی لاریجانی
- رئیس قوه قضائیه ایران:صادق لاریجانی

## رخدادها

### فروردین

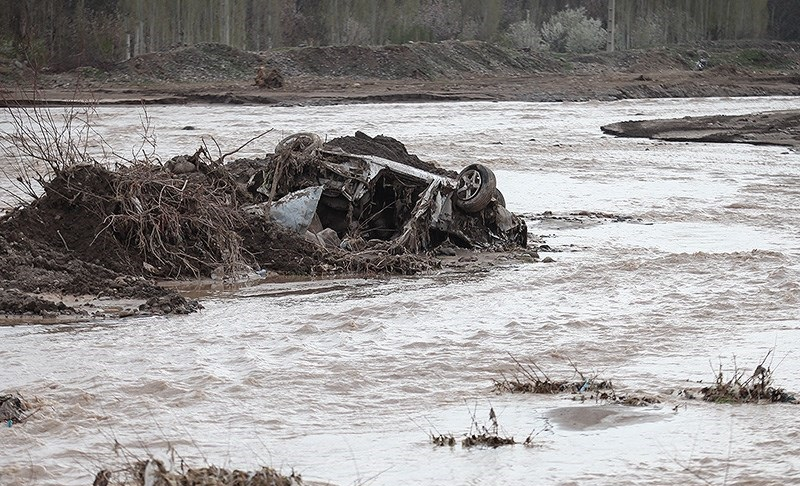
سیل شمال غرب ایران

- ۱۶ فروردین: زمین‌لرزه ۱۳۹۶ خراسان رضوی
- فعال شدن قابلیت تماس صوتی تلگرام
- ۲۵ فروردین: سیل ۱۳۹۶ شمال غرب ایران
- ۲۶ فروردین: درگذشت عارف لرستانی، بازیگر قهوه تلخ

### اردیبهشت

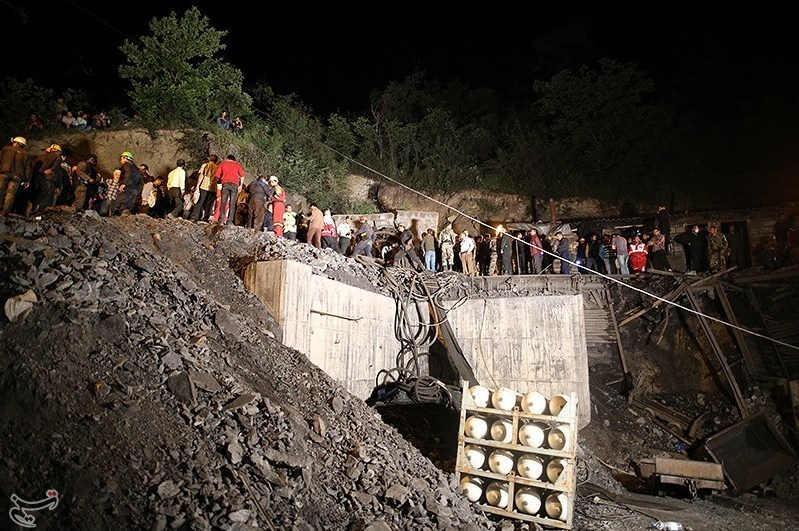
انفجار معدن یورت آزادشهر

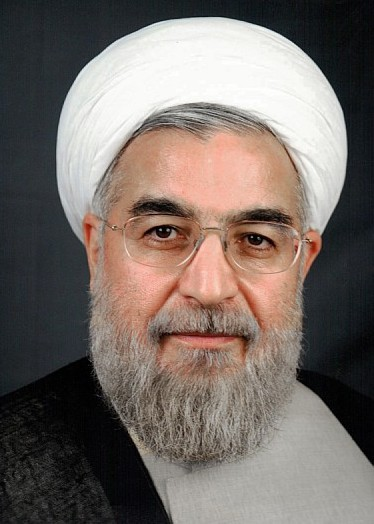
حسن روحانی با کسب ۵۷٪ آرا مجدداً رئیس‌جمهور ایران شد.

- ۱۳ اردیبهشت: حادثه معدن زغال سنگ زمستان یورت آزادشهر
- ۲۳ اردیبهشت: زمین‌لرزه‌های ۱۳۹۶ خراسان شمالی
- ۲۹ اردیبهشت: انتخابات ریاست‌جمهوری ایران (۱۳۹۶)
- ۲۹ اردیبهشت: انتخابات شوراهای اسلامی شهر و روستا (۱۳۹۶)

### خرداد

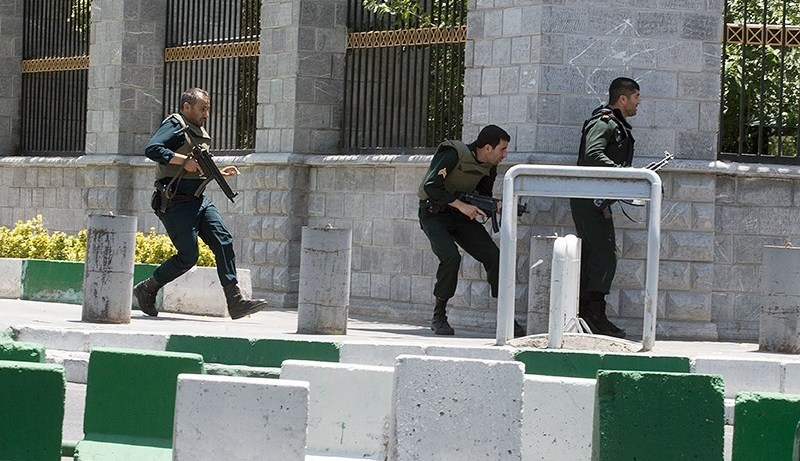
نیروهای امنیتی پلیس در حین عملیات مقابل ساختمان مجلس شورای اسلامی

- ۱۷ خرداد - حملات تروریستی داعش به ساختمان مجلس شورای اسلامی و حرم سید روح‌الله خمینی
- ۲۴ خرداد: ممنوعیت زومبا[۱]
- ۲۸ خرداد - حملات موشکی ایران به مقر داعش در دیرالزور سوریه در پاسخ به حملات داعش در تهران

### تیر
- ۲۱ تیر - قتل آتنا اصلانی به‌دست اسماعیل رنگرز
- ۲۳ تیر: درگذشت مریم میرزاخانی، ریاضی‌دان ایرانی و استاد دانشگاه استنفورد

### شهریور
- ۱۰ شهریور: واژگونی اتوبوس حامل دختران دانش‌آموز
- ۲۱ شهریور: نوزدهمین دوره جشن بزرگ سینمای ایران

### آبان
- ۵ آبان: انفجار آبان ۱۳۹۶ پالایشگاه نفت تهران
- ۲۱ آبان: زلزله کرمانشاه

### دی
- ۷ دی: تظاهرات ۱۳۹۶ ایران
- ۱۶ دی: حادثه نفت‌کش سانچی
- فیلتر شدن شبکه‌های اجتماعی از جمله تلگرام و اینستاگرام در ایران

### بهمن
- دختران خیابان انقلاب
- ۶ بهمن: تبرئه سعید طوسی[۲][۳]
- دهه فجر: سی و ششمین دوره جشنواره فیلم فجر
- ۲۹ بهمن: سقوط پرواز شماره ۳۷۰۴ هواپیمایی آسمان

### اسفند
- اعتراضات دراویش گنابادی

## درگذشتگان

### تیر
- ۲۳ تیر: مریم میرزاخانی، ریاضی‌دان و استاد دانشگاه استنفورد و برندهٔ مدال فیلدز، بالاترین جایزه در ریاضیات.

### شهریور
- ۱۶ شهریور: لطفی زاده، ریاضی‌دان، دانشمند کامپیوتر، مهندس برق و استاد بازنشسته علوم رایانه در دانشگاه کالیفرنیا، برکلی، دانشمند سرشناس ایرانی-آمریکایی و مبدع نظریه منطق فازی

### آذر
- ۱۱ آذر: ریزعلی خواجوی، معروف به دهقان فداکار

### اسفند
- ۱۹ اسفند: لوون هفتوان، بازیگر و کارگردان ایرانی ارمنی‌تبار